# متحف روبين للفنون
متحف روبین للفنون المعروف أيضًا باسم متحف روبين، هو متحف مخصص لجمع وعرض وحفظ الفنون والثقافات في جبال الهملايا وشبه القارة الهندية وآسيا الوسطى ومناطق أخرى داخل أوراسيا، مع مجموعة دائمة تركز خاصة في الفن التبتي. يقع في 150شارع 17 غرب بين شارع الأمريكتين (الشارع السادس) و الشارع السابع في حي تشيلسي في مانهاتن في مدينة نيويورك.

## التاريخ
نشأ المتحف من مجموعة خاصة من فن الهملايا كان دونالد وشيللي روبن يجمعها منذ عام 1974 وأرادوا عرضه. في عام 1998، دفع روبينز 22 مليون دولار للمبنى الذي كان يشغله بارنيز نيويورك، وهو متجر أزياء مصمم متعدد الأقسام قدم طلبًا للإفلاس. أعيد تصميم المبنى ليصبح متحفًا من قبل مهندسي الحفظ باير بليندر بيل. تم ترك الدرج الحلزوني الأصلي المكون من ستة طوابق على حاله ليصبح مركز 25,000 قدم مربع (2,300 متر مربع) من مساحة المعرض.
افتتح المتحف في 2 أكتوبر 2004 ويعرض أكثر من 1000 قطعة بما في ذلك اللوحات والنحت والمنسوجات، بالإضافة إلى أشياء طقسية من القرن الثاني إلى القرن العشرين. تم تصميم الواجهة الجديدة للشارع 17 وخمسة طوابق من المعارض من قبل المهندسين المعماريين في متحف نيويورك سيليا إيمري وتيم كولبيرت، متأثرًا بالفن التبتي. تم تصميم هويتها الرسومية بواسطة مصمم الجرافيك ميلتون جلاسر.

## التمويل
يتم دعم معارض وبرامج المتحف من قبل الوقف الوطني للعلوم الإنسانية والوقف الوطني للفنون وصندوق ولاية نيويورك للموسيقى ومجلس ولاية نيويورك للفنون وإدارة الشؤون الثقافية بمدينة نيويورك وغيرها من الشركات والمؤسسات. الجهات المانحة للمؤسسة وقائمة من الشركات والأفراد.

## المعارض

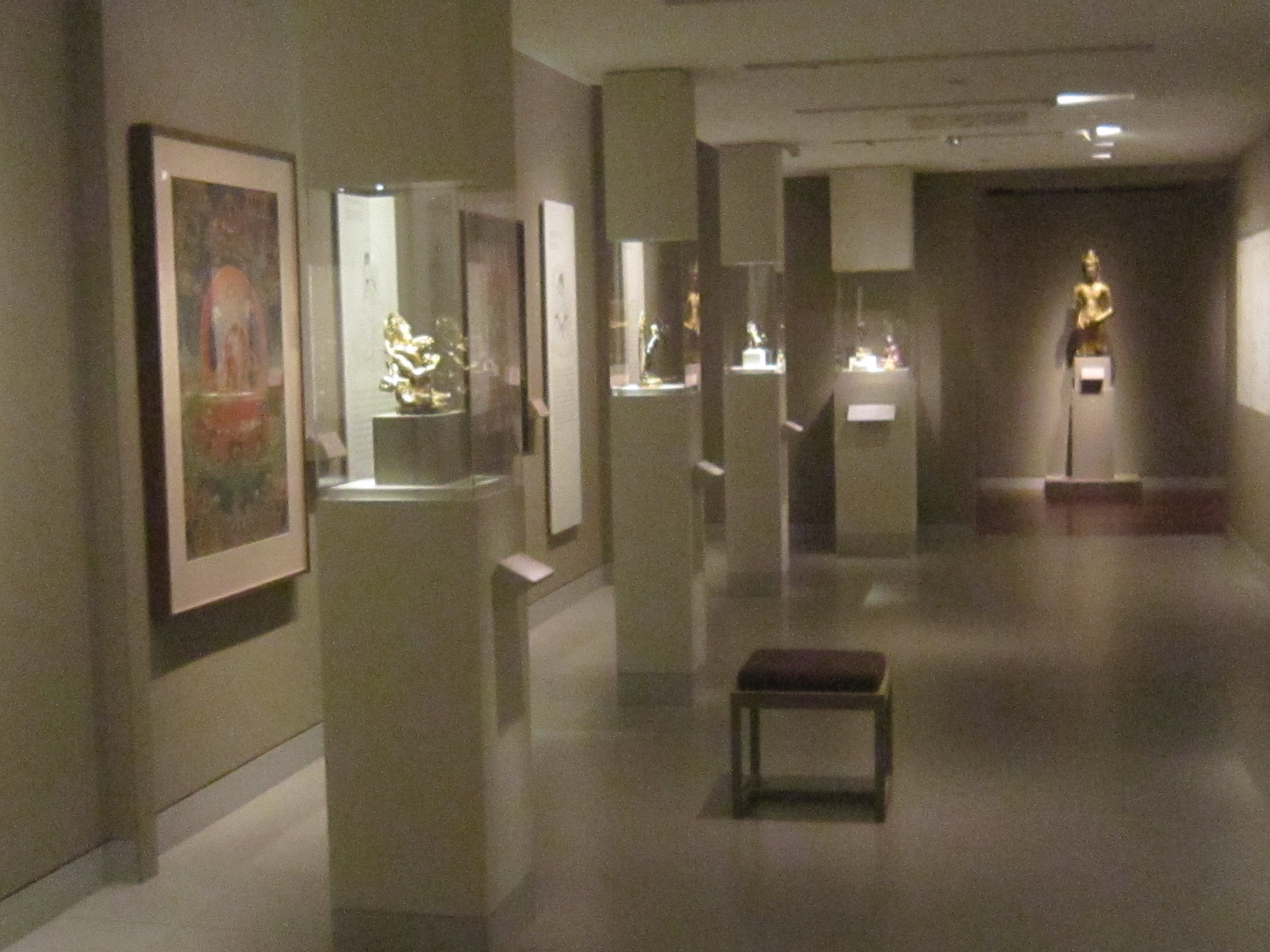
معرض الطابق الثاني مع أشياء من المجموعة الدائمة

## معرض الصور

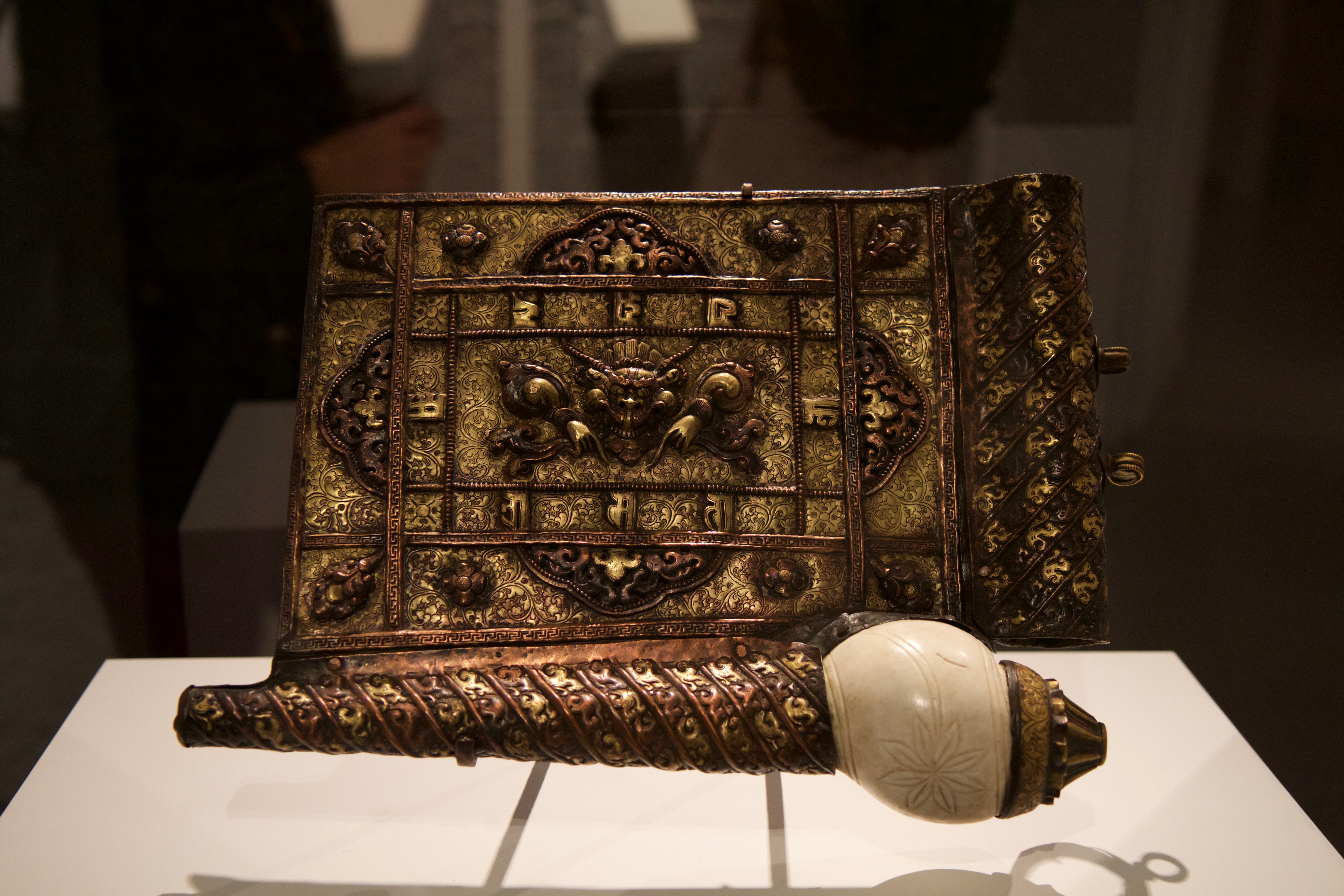
قطعة أثرية في متحف روبین للفنون
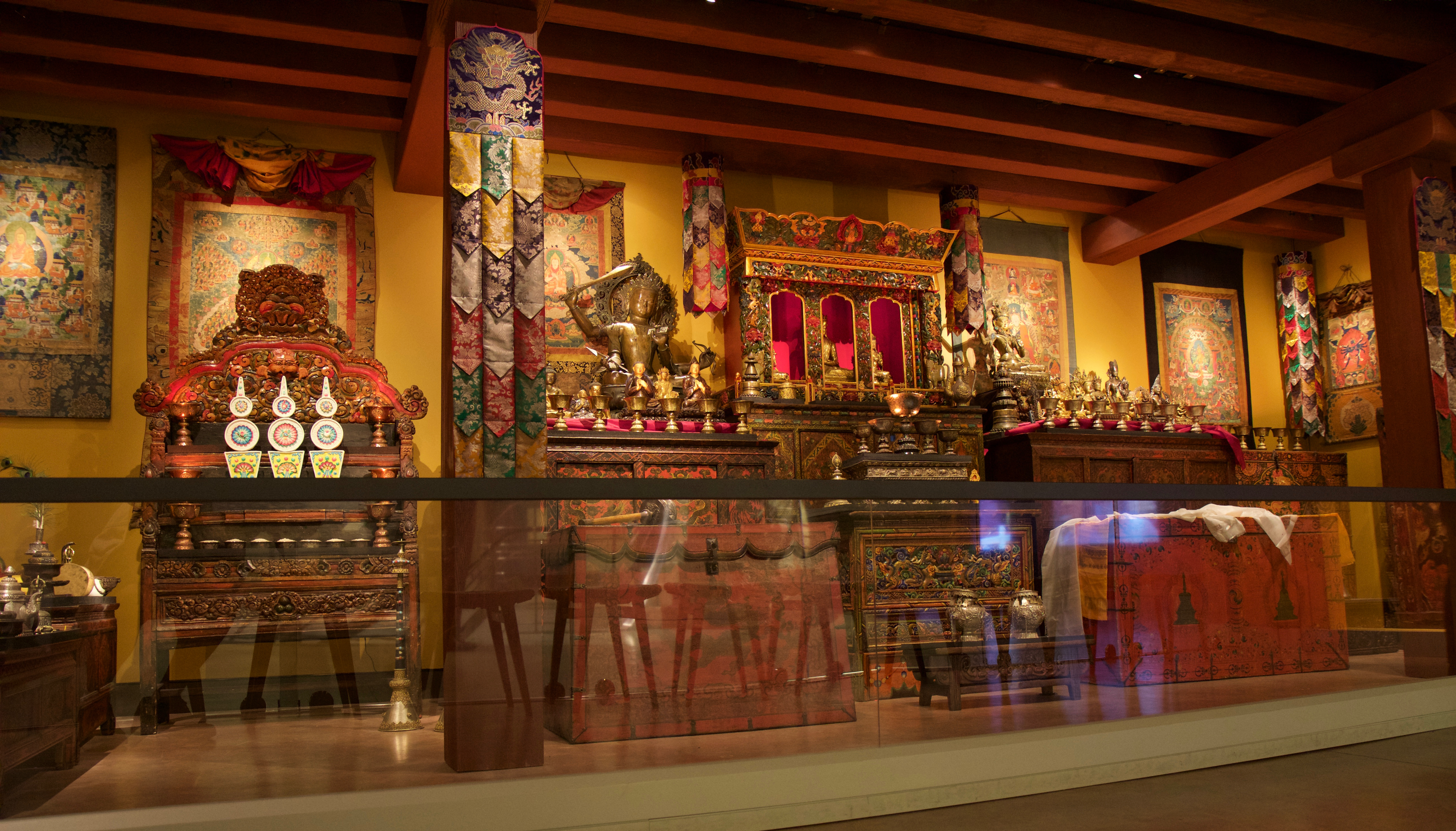
ضريح في متحف روبن للفنون
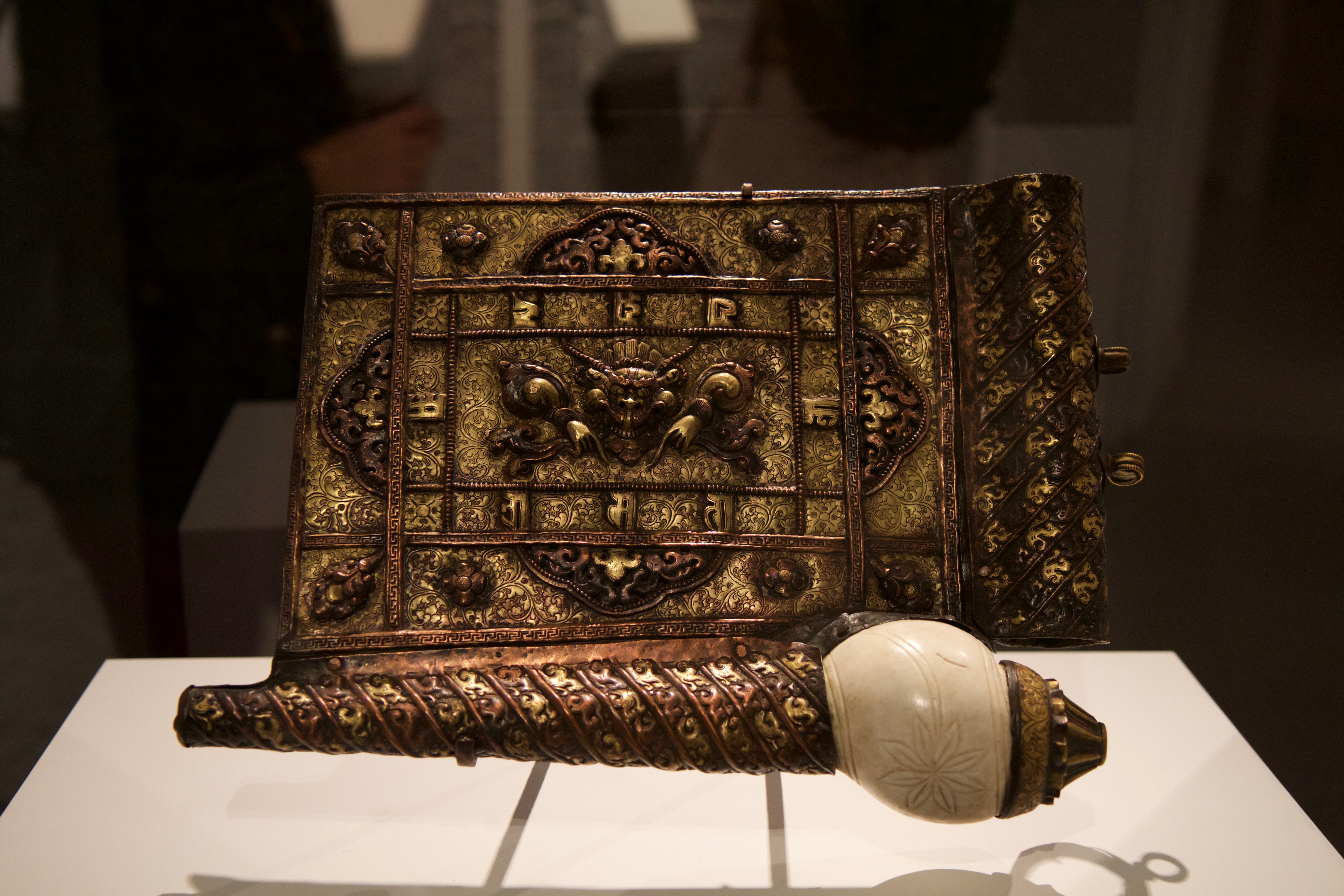
الأداة
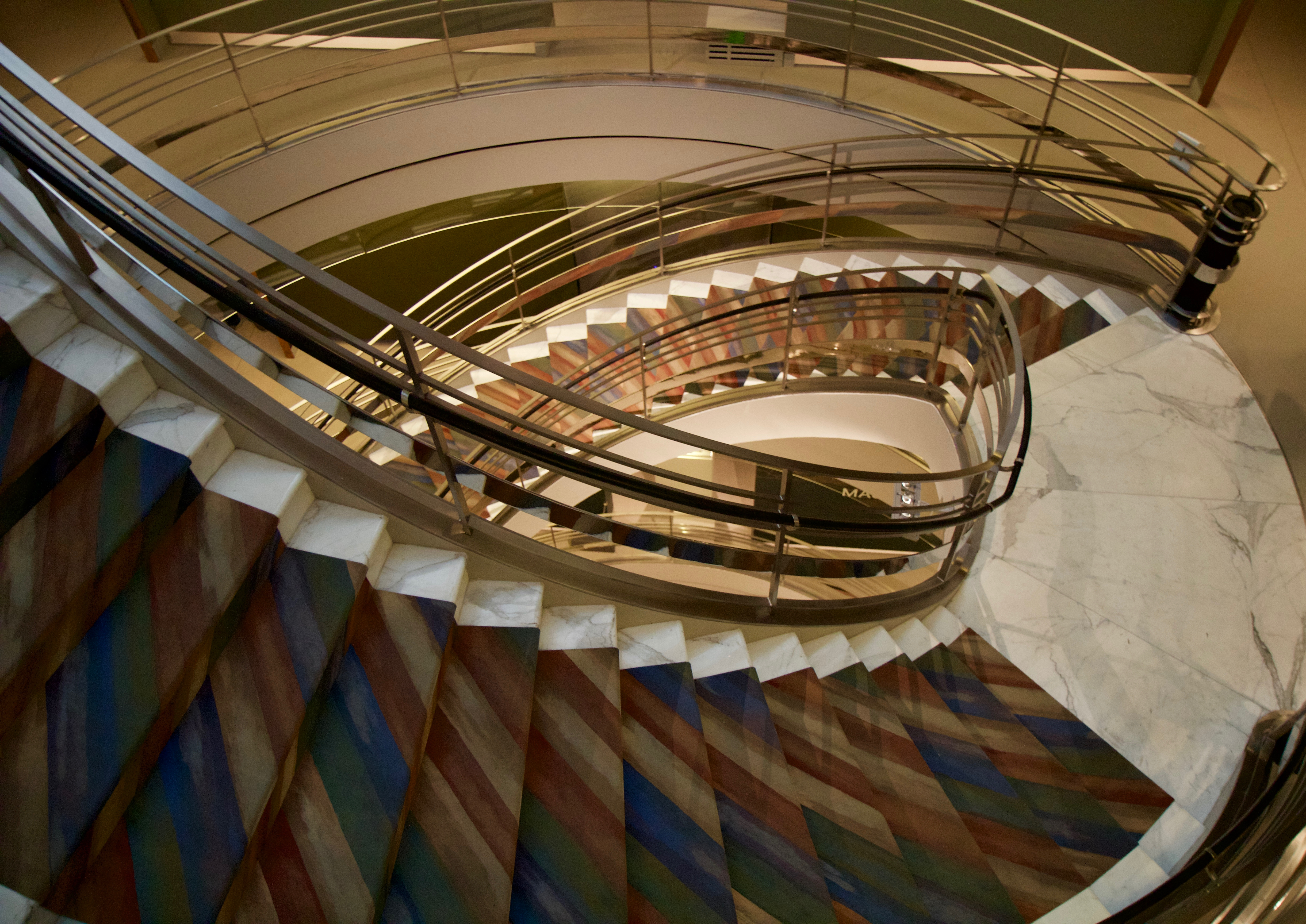
سلالم بيضاوية في المتحف
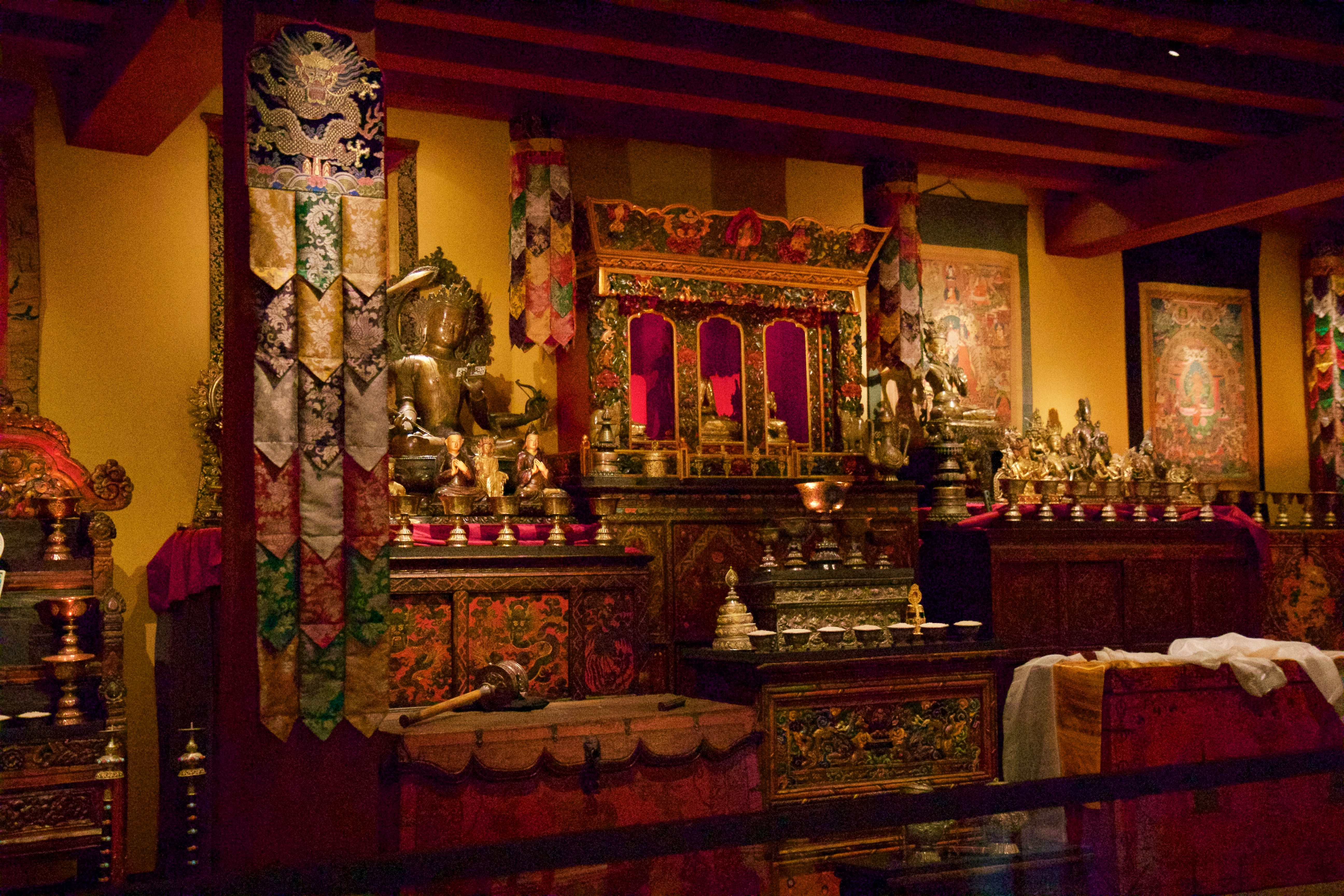
منظر أقرب للضريح في متحف
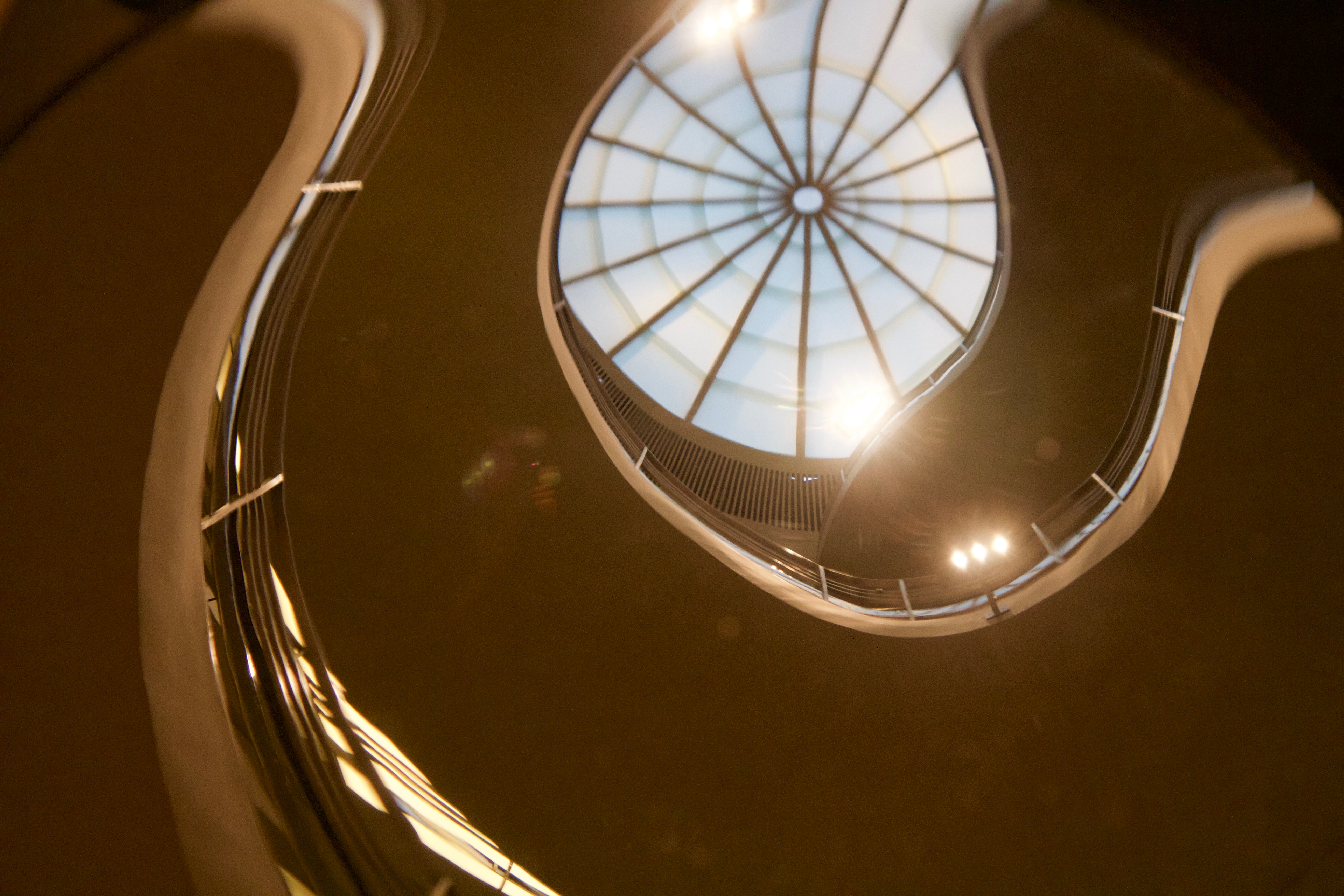
انعكاس السقف في متحف روبن للفنون

## أنظر أيضا
- ثقافة مدينة نيويورك
- قائمة المتاحف والمؤسسات الثقافية في مدينة نيويورك

## وصلات خارجية
- الموقع الرسمي
- Virtual tour of the Rubin Museum of Art provided by Google Arts & Culture